# Episodi di Hudson & Rex (sesta stagione)
La sesta stagione della serie televisiva Hudson & Rex, composta da 16 episodi, è stata trasmessa sul canale canadese Citytv dal 4 ottobre 2023 al 30 aprile 2024.
In Italia, la stagione è stata trasmessa in prima visone assoluta su Rai 3 dal 22 giugno al 22 settembre 2024.
| nº | Titolo originale               | Titolo italiano                   | Prima TV Canada  | Prima TV Italia   |
| -- | ------------------------------ | --------------------------------- | ---------------- | ----------------- |
| 1  | Ghost Ship                     | La nave fantasma                  | 4 ottobre 2023   | 22 giugno 2024    |
| 2  | The Good, The Bad, and the Rex | Il buono, il cattivo e Rex        | 11 ottobre 2023  | 23 giugno 2024    |
| 3  | Hound & Vision                 | Il segugio e la vista             | 18 ottobre 2023  | 30 giugno 2024    |
| 4  | Hour of the Dog                | L'ora del cane                    | 25 ottobre 2023  | 7 luglio 2024     |
| 5  | Hero by Night                  | Eroe di notte                     | 1º novembre 2023 | 21 luglio 2024    |
| 6  | Claws Out                      | Fuori gli artigli                 | 8 novembre 2023  | 28 luglio 2024    |
| 7  | Dancer, Traitor, Shepherd, Spy | Ballerino, traditore, guida, spia | 20 febbraio 2024 | 3 agosto 2024     |
| 8  | Doghouse                       | Nei guai fino al collo            | 27 febbraio 2024 | 4 agosto 2024     |
| 9  | Hudson and Son                 | Hudson e figlio                   | 5 marzo 2024     | 10 agosto 2024    |
| 10 | Who's Your Caddy?              | Chi è il tuo caddy?               | 12 marzo 2024    | 11 agosto 2024    |
| 11 | Dog and Pony Show              | Una messa in scena                | 26 marzo 2024    | 17 agosto 2024    |
| 12 | Bark and Bite                  | Abbaia e morde                    | 2 aprile 2024    | 18 agosto 2024    |
| 13 | Dogged Pursuit                 | Un nemico nell'ombra              | 9 aprile 2024    | 1º settembre 2024 |
| 14 | Death on the Doorstep          | La morte bussa alla porta         | 16 aprile 2024   | 15 settembre 2024 |
| 15 | Wag the Dog                    | Diversivo                         | 23 aprile 2024   | 15 settembre 2024 |
| 16 | Rex, Drugs & Rock n' Roll      | Rex, droga e rock n'roll          | 30 aprile 2024   | 22 settembre 2024 |

## La nave fantasma
- Titolo originale: Ghost Ship
- Diretto da: John Vatcher
- Scritto da: Adam Barken

### Trama
Un gruppo di turisti, partito dal porto di St. John's per avvistare le balene, scompare nel nulla e la nave torna alla base senza nessuno a bordo. La squadra indaga sui passeggeri del tour, scoprendo che tra loro vi è Peter Sadowski, miliardario canadese che ha fatto fortuna nel campo farmaceutico, insieme alla moglie; si deduce quindi che si tratta di un rapimento ed è probabile che il vero obiettivo fosse proprio lui. La richiesta di un riscatto conferma l'ipotesi: i rapitori vogliono dieci milioni di dollari oppure uccideranno gli ostaggi; chiedono inoltre che le forze dell'ordine sospendano le ricerche in mare. La società farmaceutica di cui Sandowski è proprietario è pronta a pagare, anche se il Sovrintendente Donovan lo sconsiglia, dato che il pagamento non garantisce l'effettiva liberazione degli ostaggi. Il movente si riconduce ad una causa legale, avviata due anni prima, nei confronti dell'imprenditore da parte del figlio di un uomo malato di cuore deceduto dopo aver assunto un farmaco prodotto dalla società. Grazie all'aiuto di una giovane Capitano della Guardia Costiera, Charlie, Rex e Jessie individuano l'area in cui si sono spostate le balene (e in cui dunque potrebbero trovarsi gli ostaggi a seguito del cambiamento di rotta della nave); Charlie e Rex raggiungono la spiaggia a nuoto, Charlie mette fuori combattimento uno dei rapitori e arresta la donna, mentre Rex libera gli ostaggi (compresi Sadowski e la moglie). Il complice viene arrestato da Donovan e Jessie mentre sta acquisendo il riscatto (si rivela il fratellastro del primo rapitore, quindi anch'egli figlio dell'uomo deceduto).
Alla fine Charlie e Rex partecipano ad un tour per l'avvistamento dei maestosi cetacei. 
- Ascolti Italia:

## Il buono, il cattivo e Rex
- Titolo originale: The Good, The Bad, and the Rex
- Diretto da: TJ Scott
- Scritto da: Jennifer Kassabian

### Trama
Una coppia compie una serie di rapine insolite: la prima in una villa in vendita (legando e terrorizzando l'agente immobiliare) e la seconda presso un arredatore. Il modus operandi è particolare: i due (un uomo e una donna) hanno minacciato l'agente immobiliare con un coltello, sono fuggiti spaccando la serratura del cancello sul retro grazie alla fiamma ossidrica e, soprattutto, uno dei criminali ha sussurrato alla donna una citazione di Friedrich Nietzsche; inoltre, il nodo con cui l'agente è stata legata è di tipo marinaresco. Il sospettato principale è un ragazzo arrestato da Hudson sette anni prima per un furto in un country club, poiché anch'egli si era servito di una fiamma ossidrica e aveva citato la stessa frase del filosofo tedesco; uscito recentemente di prigione, attualmente lavora come tuttofare part-time in una chiesa locale. Charlie e Rex allora si recano sul posto, dove incontrano un Maggiore della Marina in pensione, amico di famiglia del detective (conosce il padre), che garantisce per lui; anzi, il giovane ringrazia Charlie perché finendo in prigione si è reso conto di dover "rigare dritto", ha preso un diploma e ora tiene corsi di saldatura all'interno della chiesa. Parte della refurtiva rubata dalla villa viene rintracciata in un banco dei pegni, tra cui spicca una Croce d'Onore, onorificenza di ambito militare conferita soltanto per atti di eccezionale coraggio in situazioni di estremo pericolo (ne sono state assegnate circa 40 in tutto il Canada), dal valore inestimabile. Ciò, unito agli altri indizi, delinea il profilo di un militare. Nel corso della seconda rapina, la proprietaria dell'ufficio di arredatori reagisce pugnalando il criminale uomo al fianco con un paio di forbici; analizzando il sangue, Sarah scopre che la persona alla quale appartiene è anemica. La consultazione delle cartelle cliniche dell'Esercito conduce la squadra ad un Sergente, eroe di guerra che ha ottenuto la Croce per una missione in Afghanistan ma che è ricoverato in ospedale a causa di un glioblastoma allo stadio terminale. Si deduce che i rapinatori sono i suoi due figli Frances e Jamieson: lei ha ricevuto un addestramento tattico completo nell'Esercito (ecco la sua abilità con i coltelli) e si è presa un congedo dal servizio attivo; lui non è nelle Forze Armate ma ha ereditato l'anemia dal padre. Non potendo sopportare di vedere il padre spegnersi lentamente dopo che ha rischiato la propria vita per proteggere i commilitoni, per poi essere dimenticato dall'Esercito, i due hanno deciso di compiere i reati allo scopo di raccogliere la somma sufficiente a pagare un costoso trattamento sperimentale (che oscilla tra i cinquantamila e gli ottantamila dollari, fino a raggiungere addirittura i trecentomila) in Messico, per tentare di salvarlo. La squadra individua una gara di motocross alla quale i due potrebbero voler partecipare dato che vi è un consistente premio in denaro e manca loro una porzione della cifra: Hudson arresta Jamieson, mentre la sorella riesce a fuggire. Charlie e Rex tuttavia la rintracciano in fretta: il detective la convince a costituirsi raccontandole che il proprio padre è in Marina (i due sono distanti e non si parlano da diverso tempo) e assicurandole che parlerà con un amico (il Maggiore Sheridan) affinché si occupi del padre nel periodo in cui lei sconterà la pena; Charlie le restituisce la Croce d'Onore recuperata dal banco dei pegni e lei quindi si lascia arrestare.
Alla fine Charlie ringrazia il Maggiore per l'aiuto nel caso e poi telefona al padre. Nel corso dell'episodio, si scopre che Sarah intende ottenere un dottorato di ricerca in Scienze Comportamentali.
- Guest star: Peter MacNeill (Maggiore Sheridan), Laura Vandervoort (Frances Reinhardt), Massimo Cannistraro (Massimo), Shadia Ali (Roslyn Martin), Liam Small (Hopper Sun), Paul Warford (Remy), Christopher Heath (Jamieson Reinhardt), Kathy Maloney (signora Dahl).
- Ascolti Italia:

## Il segugio e la vista
- Titolo originale: Hound & Vision
- Diretto da: John Vatcher
- Scritto da: Joseph Milando

### Trama
Hudson e Rex indagano sulla scomparsa di una eminente giudice penale con la collaborazione di una testarda ragazza non vedente di nome Brooke Weaver, originaria di Ottawa e conduttrice di un podcast true crime. Quest'ultima si trova a Saint John's per qualche giorno e alloggia casualmente nello stesso albergo della giudice, nella stanza accanto alla sua. Mentre Brooke sta registrando un nuovo episodio, sente un diverbio tra la donna e il proprio assalitore, poi un grido e il rumore di qualcosa di pesante trascinato sul pavimento; convincendosi che la giudice sia stata uccisa, chiama il 911. Giunto sul posto, Charlie perlustra la suite che tuttavia è in ordine, non vi sono tracce di un omicidio; poco dopo, Rex scopre il cadavere della donna in un camion dei rifiuti. Il Sovrintendente Donovan, che la conosceva personalmente, informa la figlia Lucy, che non aveva uno stretto rapporto con la madre: ella infatti disapprovava il suo stile di vita e soprattutto il suo ragazzo, Shaun Hammond, col quale Lucy vive in un magazzino riconvertito. Hudson inizialmente sospetta di lui, anche perché ha dei precedenti per aggressione ed era andato nell'ufficio della giudice la sera precedente, ma Brooke non riconosce la sua voce come quella sentita dalla stanza d'albergo. Allora le indagini si concentrano sugli ultimi casi seguiti in tribunale dalla giudice; tra i cinque più recenti, uno spicca: l'arresto per guida in stato di ebbrezza di Eli Newmore, ventiseienne figlio di un noto albergatore che si è schiantato con l'auto nel salotto di una casa uccidendo un padre di tre figli e che attualmente è fuori su cauzione. Newmore avrebbe potuto avere un valido movente per uccidere la giudice, in quanto quest'ultima aveva annotato nei propri appunti che lui non aveva mostrato rimorso per l'incidente e lei aveva quindi optato per non concedergli le attenuanti dovute alla circostanza che è stato il suo primo crimine; dunque Eli sconterebbe dieci anni di prigione. Nemmeno questa volta Brooke riconosce la voce. Successivamente, l'assassino della giudice si introduce nella camera di Brooke proprio mentre Charlie sta raggiungendo l'albergo per portarla in Centrale affinché sia al sicuro: intende eliminarla avendo capito che è una testimone; Rex protegge la ragazza e Hudson blocca l'uomo, che si rivela essere Lawrence Newsome, il padre di Eli (che lo aveva difeso davanti ai detective): ha ucciso la giudice poiché ella aveva negato al figlio la libertà vigilata; Lawrence riteneva che la sentenza emessa fosse troppo severa e voleva garantire a Eli un processo equo. Rilasciato, il ragazzo di Lucy la conforta dicendo di aver incontrato la madre e che, sebbene la giudice non approvasse il loro stile di vita, lo aveva accettato e che, malgrado i loro contrasti, le voleva molto bene.
Alla fine Brooke ha accolto il suggerimento di Charlie e ha acquistato un cane - guida, naturalmente di razza pastore tedesco, e Hudson le concede un'intervista per uno dei casi precedenti del suo podcast (mantenendo la promessa che le aveva fatto in cambio dell'aiuto sul caso odierno).
- Guest star:
- Ascolti Italia:

## L'ora del cane
- Titolo originale: Hour of the Dog
- Diretto da: TJ Scott
- Scritto da: Mary Pedersen

### Trama
Charlie pranza con Sarah (la quale gli propone di accompagnarla a casa dei genitori di lì a due settimane, per il compleanno del padre; lui si mostra titubante e lei ci resta male), poi insieme a Rex si reca alla propria compagnia assicurativa per consegnare dei documenti. Mentre si trova lì, un uomo armato che indossa un passamontagna irrompe e chiude Rex in una stanza insieme alla receptionist, sigillando la porta; quindi, blocca tutte le uscite (compresa quella posteriore che in orario di lavoro solitamente resta aperta), utilizza un disturbatore di frequenze per disabilitare le linee telefoniche e inizia a perlustrare le stanze alla ricerca dei dipendenti minacciando di compiere una strage. Hudson si nasconde dietro un mobile in uno degli uffici con la propria agente assicurativa Nina, a cui si uniscono altri tre dipendenti, e i cinque cercano di fare meno rumore possibile. Nel frattempo, le forze dell'ordine, allertate della situazione, convergono all'esterno dell'edificio, oltre ad una folla di passanti e ai mezzi di soccorso, e viene istituito un comando mobile: arrivano anche Sarah, il Sovrintendente Donovan e Jesse; la receptionist, fatta uscire da Rex, conferma che il detective si trova all'interno e Sarah inizia a preoccuparsi (anche perché Charlie ha lasciato pistola e distintivo in auto quella mattina), vorrebbe entrare ma Donovan glielo impedisce spiegando che se ne occuperà la SWAT. Hudson è in grado di chiudere l'assalitore in un ufficio, ma il suo stratagemma ha breve durata: quest'ultimo esce, spara agli ostaggi e ferisce la donna alla spalla. I tre allora si barricano in un altro ufficio, spingendo contro la porta il tavolo e l'armadio, e Charlie ferma l'emorragia di Nina. Grazie all'addestramento impartito al fedele partner, il detective riesce a far capire a Rex di prendere il disturbatore di frequenze e portarlo all'esterno, dove Jesse lo spegne ripristinando così le linee; Charlie invia un sms a Sarah dicendo che sono tutti vivi. La squadra cerca un movente per poter risalire all'identità dell'assalitore: Jesse indaga tra i dipendenti licenziati recentemente, individuando Louis Phalen. Hudson riceve informazioni su di lui dai colleghi in ostaggio: impiegato presso la compagnia per due anni, era un solitario e ha reagito male al licenziamento (che lo ha fatto infuriare). Gli approfondimenti di Jesse rivelano che non ha precedenti penali, si è trasferito dalla madre da qualche mese e, a seguito del rifiuto da parte di una ragazza alla quale era interessato, si è iscritto ad un forum di "fanatici" che disprezzano le donne e incoraggiano l'uso di modi aggressivi nei loro confronti. Phalen intanto è sempre più agitato e sembra più arrabbiato con una delle dipendenti in particolare, Felicia Cole: è proprio lei infatti ad averlo licenziato su richiesta del capoufficio. Hudson si accorge che il giovane ha dimenticato di disattivare le linee telefoniche interne e inizia a comunicare con lui attraverso la porta per provare a calmarlo. Nel frattempo, viene convocata la madre Beth, sconvolta nell'apprendere che suo figlio è l'assalitore: ella non può credervi poiché Louis non è una persona violenta, anche se racconta che è cresciuto senza una figura maschile di riferimento dato che il padre è morto quando era piccolo, ed è cambiato molto dopo che la ragazza a cui era interessato l'ha respinto. Jesse scova un utente del forum con l'username "Maestro" che ha risposto ad ogni post di Phalen, deducendo che quest'ultimo deve averlo considerato un "mentore" e deve essere stato da lui indottrinato e indotto alla misoginia. Rex salta attraverso il vetro della stanza in cui era stato rinchiuso e si riunisce a Charlie; uno degli ostaggi ha un malore e apre la porta, Phalen lo minaccia con la pistola e si sente uno sparo (che fortunatamente non colpisce l'uomo, che perde i sensi per un infarto); Hudson lancia un coltello che ferisce gravemente il giovane al collo. I tentativi di negoziazione del detective non ottengono l'effetto sperato, dunque Charlie (che ha intuito che la SWAT farà irruzione dall'ingresso posteriore) incarica Rex di distrarre Louis, mentre lui rimuove uno dei pannelli del soffitto per sbucare dall'altra parte della porta e coglierlo di sorpresa. Il piano funziona: gli ostaggi escono illesi, sia il dipendente colpito da infarto sia l'assalitore vengono soccorsi, quest'ultimo viene anche arrestato e Donovan consente alla madre di salutarlo. Jesse e il Sovrintendente arrestano anche il "mentore" di Louis. Sarah è sollevata nel rivedere Charlie e Rex e si riabbracciano. Charlie le assicura che l'accompagnerà dai genitori.
- Ascolti Italia:

## Eroe di notte
- Titolo originale: Hero by Night
- Diretto da: Eleanore Lindo
- Scritto da: Ken Cuperus

### Trama
L'avvocato Nick Drummond viene rapinato e ucciso in un parco. Il rapinatore viene catturato quasi immediatamente; egli si rivela tuttavia estraneo all'omicidio, affermando che a compierlo è stato un individuo mascherato con un costume da supereroe. Il Sovrintendente Donovan riconduce lo stemma sul mantello del costume a quello del personaggio di una vecchia serie televisiva, "Night Keeper", una sorta di giustiziere dal cuore d'oro, il cui interprete è un ex attore ora imprenditore nel settore immobiliare di lusso, Chip Bellamy. Hudson e Rex si recano a fargli visita e conoscono la governante / infermiera Ramona Escanero, per poi parlare con lui, che non appena sente menzionare il personaggio che l'ha reso celebre cambia atteggiamento e li caccia via. L'infermiera li informa che l'uomo soffre di un disturbo delirante, nello specifico in alcuni momenti crede di avere un'identità segreta (quella del personaggio che per lui è reale), e manifesta i sintomi della paranoia: il disturbo è stato probabilmente innescato dal trauma della perdita della moglie, uccisa dalla pallottola vagante di una sparatoria mentre passeggiava con lui nel parco, alcuni anni prima; inoltre, la donna riferisce che qualche mese prima un tale si è presentato dal signor Bellamy perché desiderava acquistare cimeli della serie televisiva con l'intenzione di realizzarne un remake per le nuove generazioni, Bellamy aveva replicato di non possedere più il costume ma la visita lo aveva comunque sconvolto. Hudson e Rex rintracciano il produttore, che conferma di essere un grande fan dello show, tanto da conservare il costume autentico di "Night Keeper" esposto con cura in una teca: l'uomo si difende spiegando di averlo acquistato ad un'asta anni prima e di non averlo mai indossato da allora. Anche Sarah va a trovare Bellamy, riuscendo a creare con lui una connessione, e comunica a Charlie che secondo la propria opinione il trauma della sparatoria potrebbe effettivamente aver indotto una psicosi che avrebbe potuto condurlo ad azioni violente (come un delitto). Tra i casi seguiti da Drummond, uno salta all'occhio: la vittima era infatti stata il difensore del giovane motociclista incriminato per aver sparato il proiettile che ha ucciso la moglie di Bellamy, assolto poiché la testimonianza di quest'ultimo non era stata giudicata attendibile. Man mano che l'indagine prosegue, le prove indicano Chip come l'assassino, ma la squadra non riesce a individuare il movente, perciò Hudson pensa che il vero colpevole sia un altro. Bellamy fugge dall'ospedale dove era stato trasferito; Charlie, Rex e Sarah iniziano le sue ricerche nel parco; improvvisamente, Charlie viene messo k.o. da qualcuno che lo stordisce: si risveglia trovandosi davanti Hal, nipote di Chip, che sta per ucciderlo quando Rex lo disarma e lui viene arrestato. L'assassino è proprio lui: ha ucciso Drummond (che l'ex attore stava per nominare suo rappresentante legale) perché aveva scoperto che Hal approfittava della malattia dello zio per derubarlo (in quanto suo tutore) e lo avrebbe smascherato.

## Fuori gli artigli
- Titolo originale: Claws Out
- Diretto da: Eleanore Lindo
- Scritto da: John Callaghan

### Trama
Un eccentrico scrittore di saggi storici, Barney Chafe, viene aggredito fuori dalla propria casa; il corpo viene rinvenuto sulla spiaggia da due escursionisti, sorvegliato dai suoi tre amati pastori tedeschi che non lasciano avvicinare nessuno. Giunto sulla scena, Hudson impartisce a Rex un comando affinché il partner distragga i cani e li allontani per consentire a Sarah di esaminare il cadavere. Appena si scopre che Chafe era diventato milionario, si pensa subito ad un movente economico, anche perché aveva recentemente incontrato un avvocato testamentario (malgrado fosse giovane). Hudson e Rex si recano a perquisire la sua abitazione, constatando che i cani si trovavano all'interno al momento della morte del loro padrone, e si imbattono nel dog-sitter Rudy, il quale riferisce che Chafe era piuttosto riservato e non aveva problemi con nessuno; gli amici (due uomini e una donna) invece raccontano che non aveva famiglia, la sua erano quei cani. Hudson inizia a scavare nel legame tra i quattro, avendo intuito da una fotografia strappata che c'è stata una rottura: emerge che la causa è stata la relazione segreta tra due di loro, e il fatto che la ragazza (Patti) e il terzo (Steven) abbiano trascorso una notte di passione dopo aver esagerato con l'alcol. Hudson sospetta di tutti a turno (anche se Patti afferma quanto Barney desiderasse vederli riappacificarsi), finché non vengono convocati dall'avvocato per conoscere le ultime volontà testamentarie della vittima: il dog-sitter è convinto che Chafe abbia lasciato a lui i cani dato che vi è affezionato, ma è colto di sorpresa quando l'uomo nel video registrato annuncia di averne lasciato uno a ciascuno degli amici, oltre alla rivelazione di aver convertito il proprio denaro in oro; se gli amici saranno in grado di amare gli animali e di creare un legame con loro, i cani li condurranno al tesoro. Alla fine, il vero assassino si rivela essere proprio il dog-sitter, che desiderava impossessarsi dell'oro; mentre gli amici della vittima scoprono che in realtà esso non esiste: il tesoro di cui parlava Barney è il valore dell'amicizia, che loro ricostituiscono grazie ai cani, riappacificandosi (ecco perché Chafe ne ha lasciato uno a ciascuno). 
Nel frattempo, Jesse si preoccupa per il risultato del proprio esame da detective e alla fine dell'episodio Donovan lo sorprende regalandogli il distintivo che ha ottenuto (segno che ha superato la prova), per la gioia dei colleghi.

## Ballerino, traditore, guida, spia
- Titolo originale: Dancer, Traitor, Sheperd, Spy
- Diretto da: Jennifer Liao
- Scritto da: Jennifer Kassabian

### Trama
Dopo essere stato urtato da uno sconosciuto, un uomo ha un collasso per strada e muore, apparentemente per arresto cardiaco. Sulla scena del crimine, Rex percepisce un odore proveniente dal cadavere, perciò Sarah ipotizza che il decesso sia stato dovuto ad un veleno, probabilmente la stricnina. Tuttavia, il test tossicologico non dà risultati: la sostanza utilizzata dev'essere o sconosciuta o molto rara. La vittima viene identificata come François Duval, coreografo e insegnante di danza in una scuola nelle vicinanze: Hudson e Rex vi si recano per parlare con la nipote Nadia Kirke e con la ballerina allieva di Duval, Sadie Tipton, alla quale lui permetteva di provare di nascosto. Il marito di quest'ultima ha un carattere possessivo, è stato espulso dagli Stati Uniti a seguito di un'aggressione cinque anni prima e inizialmente Hudson sospetta di lui perché Sadie ha svolto un'audizione per il prestigioso New York City Ballet (anche grazie all'intervento di Duval) ed è stata accettata (dovrebbe partire di qui a due settimane), senza informarlo; egli, inoltre, non sopportava che la moglie e il coreografo trascorressero tanto tempo insieme e magari potrebbe aver scambiato la loro intesa professionale per una relazione sentimentale. Nell'ufficio di Duval, Hudson scova una cassaforte contenente diversi passaporti con identità false, una pistola e dei contanti: si deduce che la vittima era in realtà una spia russa, che faceva il doppio gioco lavorando per i russi (che intendono acquisire il controllo del petrolio nell'Artico) ma fornendo informazioni anche ai Servizi Segreti canadesi; era venuto negli Stati Uniti insieme alla nipote dopo la morte del fratello e della cognata (i genitori della giovane). Confermato lo spionaggio internazionale, Sarah pensa che il veleno irrilevabile che ha ucciso Duval sia il novichok, una sostanza chimica che non compare nei test e preferita proprio dai russi, appartenente alla classe degli agenti nervini (e i cui sintomi ricordano quelli di un arresto cardiaco). La squadra si trova così sia a dover proteggere la dottoressa Dasha Fedorov, biochimica, sia a rintracciare l'assassino di Duval (un sicario) di cui lei è diventata nuovo bersaglio. Grazie a Rex, Hudson scampa per due volte all'avvelenamento.
Alla fine dell'episodio, si scopre che Duval ha lasciato la scuola di danza alla nipote Nadia. Hudson le comunica che i Servizi Segreti canadesi procureranno a Sadie un vero visto in modo che possa trasferirsi a New York per frequentare il City Ballet (Sarah la accompagnerà in aeroporto) e che lei potrà restare in contatto con Dasha. Alla Centrale, Jesse propone ai colleghi di andare al cinema a vedere un film di spionaggio.

## Nei guai fino al collo
- Titolo originale: Doghouse
- Diretto da: Harvey Crossland
- Scritto da: Taf Diallo

### Trama
David Aziz, un uomo arrestato dal detective Hudson in passato per aver aggredito un agente di Borsa noto truffatore, viene pugnalato a morte nel corso di una rissa in prigione. Appena appresa la notizia dalla sorella, Hudson si sente in colpa perché Aziz era una brava persona (a differenza di molti di coloro che finiscono in carcere) e gli restava soltanto un anno da scontare prima di poter tornare dalla propria famiglia. La direttrice dell'istituto penitenziario afferma che sarà impossibile capire chi lo ha effettivamente accoltellato, dato che lo scontro è avvenuto in lavanderia e lì le telecamere sono guaste e che i detenuti non parlano per non essere accusati di "fare la spia". Hudson è però determinato a trovare il responsabile, così si offre di andare sotto copertura per avvicinare quelli con i quali Aziz potrebbe aver interagito (anche per verificare se fosse il vero bersaglio); in cambio, promette alla direttrice di svelare chi gestisce il contrabbando di droga all'interno. Il Sovrintendente Donovan lo segue insieme a Rex fingendosi un agente dell'unità cinofila, per assicurarsi che stia al sicuro. A Charlie è assegnata la cella occupata precedentemente da Aziz, e lui inizia a conoscere il suo compagno Vic Mason, rinchiuso per aver ucciso uno spacciatore; viene anche introdotto al lavoro in lavanderia, dov'è impiegato un giovane detenuto, e nell'ora d'aria prova a capire le dinamiche del gruppo. Donovan esegue una perquisizione della sua cella e il ritrovamento, da parte di Rex, di bustine di droga nascoste sotto il materasso conduce Hudson in isolamento per ventiquattro ore, espediente che gli dà la possibilità di salutare Rex e di riferire le informazioni raccolte a Donovan. Sfruttando il turno di chiamata, inoltre, Charlie parla con Sarah (la quale sta tentando di individuare chi potrebbe aver fabbricato il coltello utilizzato per colpire mortalmente Aziz). Successivamente, Hudson si imbatte in un detenuto che conosce avendolo arrestato cinque anni prima, Ben Draper, che potrebbe smascherarlo divulgando a tutti la sua identità di poliziotto; quest'ultimo, tuttavia, decide di mantenere il segreto, chiedendo in cambio la libertà vigilata. Sarah è preoccupata (soprattutto dopo che Charlie viene ferito mentre blocca il giovane detenuto che intendeva uccidere Rex, poiché gli era stato ordinato) ma Jesse la rassicura dicendo che se la situazione dovesse diventare troppo pericolosa, lo faranno uscire. Un'altra perquisizione in lavanderia (la prigione ha contratti con ospedali e case di cura e i detenuti guadagnano qualche dollaro extra) fa emergere un collegamento con una struttura a lunga degenza: la droga viene nascosta nei loro sacchi per il bucato per farla entrare in carcere. Jesse scopre che il cugino di una delle guardie presenti al momento della morte di Aziz lavora proprio nella struttura e che ad ordinare l'attacco contro Rex è stato Draper, che tradisce Hudson rivelando a Mason la sua identità. Dopo un'iniziale ostilità, quest'ultimo si mostra disposto ad aiutare Charlie a individuare l'assassino di Aziz (l'unico gentile con lui). Alla fine, la guardia responsabile viene arrestata quando tenta di incolpare un altro detenuto (arrestato comunque per spaccio).    
Charlie spiega alla sorella di Aziz che il fratello è stato ucciso perché, lavorando in lavanderia, aveva scoperto il traffico di droga e probabilmente lo avrebbe riferito alla direttrice o alle guardie (senza sapere che una di loro vi era coinvolta); le fa consegnare da Rex un plico di lettere indirizzate a David da quei detenuti che gli volevano bene, e lei gli propone di leggerle insieme.   

## Hudson e figlio
- Titolo originale: Hudson & Son
- Diretto da: Elsbeth McCall
- Scritto da: Céleste Parr

### Trama
L'agente della Polizia di Saint John's Jennifer Wente interviene per sedare una rissa scoppiata in un locale nella zona della vita notturna; poco dopo, viene rinvenuta picchiata a morte nel vicolo posteriore. Il Sovrintendente Donovan inizia a ricevere pressioni dall'alto affinché il caso sia risolto velocemente, dato che la vittima era una poliziotta. Hudson interroga il suo partner, che si incolpa poiché, sebbene Wente non fosse di turno quella sera, era stato lui a chiederle di affiancarlo per poter lavorare insieme un'ultima volta prima che lei si trasferisse sul continente con il fidanzato. Anche quest'ultimo appare sconvolto dalla notizia. I testimoni riferiscono che l'alterco è scoppiato tra gente del posto e un gruppo di marinai, infatti al porto della cittadina è arrivata una nave della Marina per reclutare personale. Charlie prova sentimenti contrastanti capendo che si tratta della nave guidata dal padre, il Comandante della Marina Reale Canadese Edward Hudson, con il quale ha un rapporto distaccato perché non si vedono spesso. L'uomo si presenta alla Centrale accompagnato da una delle sue Tenenti e sembra disposto a collaborare, ma poi in realtà ostacola le indagini affermando di non ricordare tutti i nomi dei marinai scesi dalla nave per la licenza la sera della lite e che coopereranno soltanto nel momento in cui la Polizia mostrerà loro prove convincenti. Inoltre, informa il figlio di aver anticipato la partenza della nave. Nonostante l'ostruzionismo, Jesse identifica i tre ufficiali maggiormente coinvolti nella rissa dalle telecamere di sorveglianza all'esterno del locale, e Charlie sospetta sia stato uno di loro ad uccidere Wente per aver respinto le proprie avances; tuttavia, ulteriori indizi apparentemente li scagionano. La svolta giunge con la scoperta che il quarto marinaio è in realtà un civile che indossa un'uniforme bianca (che gli rende quindi facile mescolarsi ai membri dell'equipaggio); ciò li riconduce al fidanzato della vittima.
Alla fine Charlie e il padre iniziano a ricucire il loro rapporto.

## Chi è il tuo caddy?
- Titolo originale: Who's Your Caddy?
- Diretto da: Harvey Crossland
- Scritto da: Jennifer Kassabian

### Trama
Donovan, Charlie, Sarah, Jesse e Rex stanno giocando una partita a golf in un country club di cui Joe è socio da anni. Ad un certo punto, Rex è attirato da qualcosa e gli altri lo seguono fino a un cumulo di sabbia dove rinvengono il cadavere di una ragazza: si chiamava Jennica Malouf e allenava una promettente stella del golf. I sospetti della squadra si concentrano da subito sullo staff del country club e sui suoi soci, tra i quali il proprietario, che è un grande amico di Donovan. Presto però emerge un collegamento a un crimine del passato: la scomparsa di un giovane dipendente (il "caddy") quindici anni prima, ucciso con la stessa modalità, che custodiva un segreto.
Alla fine la migliore amica di Jennica annuncia in un'intervista di aver deciso di donare, in sua memoria, il dieci percento delle proprie future vincite per finanziare i talenti del golf. La squadra si gode un'altra partita.

## Una messa in scena
- Titolo originale: Dog and Pony Show
- Diretto da: Deanne Foley
- Scritto da: Rose Napoli & Mary Pedersen

### Trama
Il Sovrintendente Donovan, Sarah e Jesse accorrono in ospedale, dove Charlie è stato portato dai paramedici che l'hanno trovato svenuto in mezzo a una strada di campagna. Si sveglia, ma è ferito e non ricorda i dettagli dell'accaduto, soltanto di aver rincorso un van per il trasporto di cavalli con a bordo due uomini che avevano rubato un prezioso esemplare femmina, Athena, campionessa di numerose gare, da una fattoria. Non appena Sarah gli comunica che i test di laboratorio sul sangue sulla sua giacca l'hanno identificato come appartenente a Rex, Hudson teme il peggio e insiste nel voler cercare il partner (malgrado dovrebbe stare a riposo). Sarah accetta di accompagnarlo e iniziano così a ripercorrere i suoi passi per aiutare la memoria, partendo dalla fattoria alla quale quella mattina il detective e Rex si erano recati per indagare. Il proprietario fa notare loro che un paio di tenaglie per zoccoli sono scomparse, mentre Hudson ricorda di averle viste; i due proseguono per il campo di fronte alla fattoria, in cui Rex aveva seguito una traccia, e trovano il cadavere del giovane capo stalliere, William Spencer, colpito alla nuca da un attrezzo compatibile proprio con le tenaglie. La fidanzata (che non si era preoccupata non vedendolo rientrare poiché aveva il turno di notte all'ospedale) riferisce che William era tornato alla struttura per recuperare il portafoglio che aveva dimenticato, perciò si suppone che il giovane possa aver colto in flagrante i ladri intenti a rubare il cavallo, i quali, tornati per rimettere a posto l'arma del delitto, si sono imbattuti in Hudson e Rex e nella fretta l'hanno nascosta; subito dopo sono fuggiti sul van ma il detective e il cane sono riusciti a saltarvi sopra. Charlie ricorda di aver lottato con uno dei ladri (che poi lo ha gettato giù dal veicolo) mentre il complice ha sparato a Rex. Jesse interroga un ex dipendente dell'ippodromo con precedenti penali per furto, che ora ha avviato una carriera nel settore alberghiero, e dopo un po' di insistenza costui fornisce il nome di un ex contatto del mondo dell'ippica, Dean Curtis, il quale, tuttavia, durante l'interrogatorio di Hudson, si mostra terrorizzato dalle conseguenze che potrebbero derivare se rivelasse il nome del mandante, colui che sul van gli ha ordinato di sparare al cane. Sarah parla con la moglie del proprietario della fattoria, la quale ammette di aver scoperto che il marito aveva messo in vendita Athena per appianare un investimento sbagliato, si era infuriata con lui e aveva assoldato un uomo per rapire il cavallo; attraverso un controllo incrociato, si risale a Craig Peck, che vive con la madre Laura. Hudson lo riconosce come il ladro con cui ha lottato sul van, quindi lui e Sarah vanno alla fattoria che i due possiedono. 
Nel frattempo, la donna ha rinchiuso Rex (stordito con un tranquillante) nel box accanto a quello di Athena e gli medica la ferita. La tensione con il figlio sale specialmente dopo che quest'ultimo le confessa di aver ucciso lo stalliere, e lei lo considera incapace di gestire la fattoria, preoccupandosi di ciò che Curtis potrebbe aver raccontato alla Polizia; spostano il cavallo in un recinto sul retro e non si accorgono che Rex è riuscito a liberarsi. All'arrivo di Charlie e Sarah, la donna finge indifferenza: i due scovano le tenaglie. Peck sorprende Hudson alle spalle ma questa volta il detective reagisce, Sarah blocca la madre e li arrestano. Charlie si ricongiunge a Rex, che è anche riuscito a liberare Athena (il cancello del recinto era rotto).

## Abbaia e morde
- Titolo originale: Bark and Bite
- Diretto da: Deanne Foley
- Scritto da: Keavy Lynch

### Trama
Appena uscito dopo aver scontato sei anni di carcere per l'omicidio della collega Lori Myers, all'esterno dello studio dentistico in cui entrambi erano impiegati (lei come igienista dentale), il giovane medico Gabriel Garcia rischia il rimpatrio in Honduras (dove verrebbe condannato a morte per la sua transessualità); perciò ricorre ad un'azione estrema (minaccia Sarah con un coltello) per farsi ascoltare dalla Polizia e chiedere che trovino il vero assassino, dimostrando la sua innocenza. Inizialmente, Hudson non è interessato, ma poi decide di revisionare il fascicolo del caso redatto dal detective Porter, colui che se n'è occupato sei anni prima (ed è assolutamente convinto della colpevolezza di Garcia). Era stata Sarah ad effettuare l'autopsia sul corpo della Myers, e non è a proprio agio con Porter perché quest'ultimo aveva mostrato un atteggiamento arrogante e di superiorità. Presto emergono la superficialità e l'approssimazione con le quali Porter ha svolto le indagini, e anche diverse incongruenze (come il fatto che l'unico testimone - un architetto che aveva lo studio al piano di sopra nello stesso palazzo - avesse identificato con sicurezza Garcia come l’uomo visto scappare dalla scena del crimine sebbene fosse buio, o che la pistola utilizzata non sia mai stata rinvenuta); dopo che dal filmato della deposizione dell'uomo si capisce chiaramente che il detective l'ha influenzato per giurare che la persona che scappava, con indosso una giacca rossa, fosse Garcia, Hudson inizia ad avere dubbi e riapre ufficialmente il caso. 
Sarah e Jesse riesaminano tutte le persone legate alla vittima, in particolare Serena e Natalie Moore, madre e figlia: la prima è la dottoressa proprietaria della clinica, che ha assunto Garcia non appena laureato; la seconda lavora lì come receptionist e all'epoca lo frequentava sentimentalmente (ancora oggi sostiene la sua innocenza), oltre ad essere la migliore amica di Lori. Una agente dell'Immigrazione si presenta alla Centrale per prendere Gabriel in custodia, ma Donovan riesce a guadagnare un po' di tempo. La dottoressa Moore si mostra poco collaborativa. Un'importante svolta giunge grazie al fiuto di Rex, che conduce nientemeno che all'arma del delitto (la pistola), seppellita sotto una lastra di cemento. Successivamente, controllando l'account di posta elettronica della Myers e una lastra dentale (ultima consultata da Lori quella sera), si scoprono uno sconvolgente segreto e un collegamento ad un caso di rapimento di minore di parecchi anni prima.
Alla fine il vero assassino viene arrestato; Gabriel viene scarcerato (era stato arrestato per aver aggredito Sarah con il coltello), ringrazia Hudson e riabbraccia Natalie, che non ha mai smesso di credergli. 

## Un nemico nell'ombra
- Titolo originale: Dogged Pursuit
- Diretto da: Jerry Ciccoritti
- Scritto da: Molly Clayton

### Trama
Poco dopo che Charlie e Sarah hanno cenato insieme ad Andrew Patel, migliore amico di lei conosciuto all'università, e alla moglie Makenna, l'uomo subisce un'aggressione brutale (colpito violentemente alla testa) nel vano ascensore della società di investimenti di cui è direttore finanziario, finendo in coma. In un pannello del soffitto dell'ascensore, Rex fiuta l'arma del delitto. I colleghi di Patel riferiscono ad Hudson di aver assistito ad un'accesa lite tra i coniugi poco prima del tragico evento (anche la moglie lavora lì), sebbene non ne abbiano sentito il contenuto, e consegnano una chiavetta USB con le email minatorie ricevute dalla società per via dell'accordo di acquisizione di una compagnia petrolchimica. Il detective intuisce che una delle dirigenti, Lily Richards, è a conoscenza di ulteriori informazioni e le parla da solo: quest'ultima riconosce una delle email (scritta in modo più personale) come proveniente dallo stalker che la perseguita da mesi costringendola a trasferirsi spesso e ad avere un triplo catenaccio alla porta; il mittente di diverse altre è identificato come Brody Hynes, che le ha inviate per sfogarsi dopo essere stato derubato dei soldi da una delle aziende di proprietà di Chris Egan (l'altro dirigente). Hudson sospetta poi della moglie Makenna, tornata a Toronto (dove vive) subito dopo l'aggressione al marito, dunque Sarah vola in Ontario per raccogliere la sua versione (dato che non la crede capace di un gesto simile): la donna, che è incinta, non era al corrente del tentato omicidio di Andrew e anzi vorrebbe precipitarsi al suo capezzale in ospedale, ma il medico le sconsiglia di imbarcarsi su un aereo. Notando comportamenti strani nel marito, lei si era convinta che la tradisse con Lily, anche perché i due trascorrevano molto tempo insieme, ed è per questo che Hudson sospetta che potrebbe averlo aggredito; in realtà, Lily si era confidata con lui riguardo allo stalker e lui si era offerto di aiutarla.
Jesse, ufficialmente detective nonostante continui ad occuparsi anche della parte informatica delle indagini, scopre che la società era stata messa in vendita "allo scoperto" dall'altro dirigente Tucker Keefe, compromettendo l'accordo di acquisizione; interrogato, quest'ultimo ammette di averlo fatto per potersi ritirare. Hudson manda Jesse a casa di Lily affinché potenzi il sistema di sicurezza del suo computer, ma il misterioso stalker lo segue e si intrufola nell'appartamento: si rivela essere proprio Egan; Jesse lo sorprende alle spalle ma quello riesce a sopraffarlo, mentre Lily si chiude a chiave in una stanza. Nel frattempo, arrivano Charlie e Rex, che insegue Egan e lo blocca. In Centrale, l'uomo confessa di aver aggredito Patel perché geloso del rapporto tra lui e Lily (verso la quale si era mostrato sentimentalmente interessato). Lily ringrazia Jesse, vorrebbe esprimere la propria riconoscenza perciò lui le chiede di inviare un assegno, da parte della società, ad Hynes, con la cifra che gli era dovuta. La moglie di Andrew arriva in ospedale accompagnata da Sarah per visitare il marito, si incontra con Lily e le assicura che ciò che è accaduto non è colpa sua. Rex si appoggia al letto di Patel e, grazie alla sua vicinanza, l'uomo si risveglia dal coma, per la gioia della moglie.   

## La morte bussa alla porta
- Titolo originale: Death on the Doorstep
- Diretto da: John Vatcher
- Scritto da: Joseph Milando

### Trama
La casa di Charlie e Rex diventa una scena del crimine quando i due, rientrando insieme a Sarah, trovano un intruso armato e ferito nel loro soggiorno; lo soccorrono immediatamente, ma l'uomo è soltanto in grado di sussurrare un messaggio al detective (chiamandolo per nome) prima di morire. Il fiuto di Rex conduce Hudson ad una strada nelle vicinanze in cui trovano un'auto abbandonata (rubata il giorno precedente): all'interno Charlie scova un set di grimaldelli con un logo che Jesse collega al tatuaggio di una chiave sul braccio della vittima e dal quale risale ad un negozio di serrature di proprietà dei fratelli Tripp; allora Hudson deduce che il morto è Spencer, fratello di Lennie Tripp, uno scassinatore che aveva derubato otto abitazioni di ricchi di Saint John's, da lui arrestato cinque anni prima e ora in libertà vigilata. Al negozio è presente l'unico dipendente Darryl Gilbert, che riferisce che Spencer recentemente aveva problemi economici e che lui e Lennie avevano discusso. Quest'ultimo afferma che effettivamente non andavano più d'accordo da quando era stato arrestato. Alla Centrale arriva un pacco per Charlie: si pensa che sia una bomba, ma in realtà contiene una chiavetta USB, su cui Spencer ha caricato un video in cui spiega che Gilbert è pericoloso e che vuole uccidere Lennie, pregando Hudson di proteggere il fratello. Convocato, Lennie ammette che Gilbert era suo complice nei furti di cinque anni prima, dunque al suo rifiuto di compiere un altro reato simile Gilbert deve essersi rivolto a Spencer dato che gli sarebbe servito un nuovo complice; poiché anche Spencer aveva rifiutato, lo aveva ucciso. Si scopre che si tratta di un piano estremamente elaborato allo scopo di rapinare una banca, che coinvolge un giovane programmatore licenziato dalla stessa (colui che ha creato il codice del malware sfruttato per sottrarre diciotto milioni e mezzo di dollari convertiti in bitcoin) e la sua direttrice, la quale ha assunto Darryl per fingersi una guardia di sicurezza e penetrare nella filiale.
Alla fine Hudson impedisce a Lennie di sparare alla donna per vendicare il fratello e gli assicura che, considerata la sua collaborazione, chiederà al giudice di lasciar cadere l'accusa di complicità; Lennie gli consegna la chiavetta per accedere ai bitcoin. Charlie, Rex e Sarah rientrano a casa, dove ora è stato installato un sistema di allarme che Rex si diverte a far scattare volontariamente.
- Guest star:

## Diversivo
- Titolo originale: Wag the Dog
- Diretto da: John Vatcher
- Scritto da: Mary Pedersen & Celeste Parr

### Trama
Quando un presunto viaggiatore del tempo avverte l'Anticrimine di un'imminente minaccia alla vita della Ministro della Giustizia Karla Fulford, Hudson e Rex si recano nella località dove la donna si trova per un incontro con la stampa, per controllare la situazione. Rex fiuta una bomba posizionata sotto l'auto della campagna e Hudson allontana tutti; purtroppo, l'assistente Stephanie Reilly rimane uccisa nell'esplosione. La squadra inizia le indagini per capire se la motivazione dietro il crimine sia di tipo politico (soprattutto perché Fulford è candidata alle prossime elezioni a ricoprire la carica di Primo Ministro): la Ministro riferisce ad Hudson di aver ricevuto minacce dai sostenitori del leader dell'opposizione, suo principale avversario. Si esaminano anche le schede dei membri dello staff: il responsabile della campagna Cameron Sanchez e l'ex tossicodipendente Brandon Keillor, che ha scontato cinque anni per spaccio e ha perso la moglie a causa di un'overdose; più la giornalista Mabel Holness e l'uomo che ha segnalato l'attentato (dato che naturalmente Donovan non crede alla teoria dei viaggi nel tempo).
Hudson e Rex vengono inoltre incaricati di proteggere la Ministro, facendole da scorta. Successivamente, il detective viene tramortito e si risveglia con una bomba attaccata al petto: l'assassino gli dà istruzioni precise attraverso il cellulare e lo osserva da una telecamera. Sarah, preoccupata per non essere stata richiamata, lo raggiunge venendo tenuta anch'ella in ostaggio (il loro aguzzino intuisce che tra i due c'è un legame sentimentale). Il misterioso colpevole costringe Hudson ad aiutarlo ad innescare la bomba in modo che uccida il Ministro, ma Charlie impartisce di nascosto dei comandi a Rex e il partner canino blocca l'assassino, che si rivela essere la suocera di Keillor, Carina Wheeler, che voleva "punirlo" per aver causato l'overdose che ha ucciso la figlia cinque anni prima.
Alla fine Fulford ringrazia Hudson e Rex per averla salvata e Kaczmerek (il viaggiatore del tempo) accetta di farsi accompagnare da Sarah da una neurologa per verificare l'esistenza di un disturbo nel cervello.
- Guest star:

## Rex, droga e rock n' roll
- Titolo originale: Rex, Drugs & Rock 'n' Roll
- Diretto da: Kevin Hanchard
- Scritto da: John Callaghan

### Trama
Jesse rinviene il cadavere del suo insegnante di chitarra, Daniel Collins, dopo che quest'ultimo non gli ha aperto la porta per la lezione programmata. Collins era il cantante frontman di una famosa band e gestiva il loro studio di registrazione nei periodi in cui non erano in tour. I rilievi di Sarah stabiliscono che è stato colpito alla nuca da un oggetto contundente e che molto probabilmente conosceva l'assassino. Donovan giunge sulla scena e assegna ad Hudson un altro caso: una donna è stata trovata morta nella vasca da bagno di casa dall'altra parte della città; mentre sarà Jesse a seguire l'omicidio del musicista.
Hudson e Rex si recano sulla seconda scena del crimine: la vittima, Phoebe Barnes, era un'organizzatrice di concerti e inizialmente il decesso sembra dovuto a suicidio, poi Rex percepisce un odore anomalo e Sarah ipotizza allora che qualcuno abbia avvelenato il farmaco per la fertilità che la donna assumeva allo scopo di rimanere incinta; si tratta quindi di un altro delitto. Hudson interroga il vedovo, che ammette che lui e la moglie dormivano in camere separate e sostiene di non essere stato in casa al momento della morte di lei; ad avere accesso ai farmaci, oltre alla coppia, erano la domestica e il nipote di Phoebe, Niall Elson, che abita in un locale ricavato nel seminterrato. Tuttavia, un paio di sere prima, i Barnes avevano organizzato una festa e, leggendo la lista degli invitati, Hudson individua il nome di Collins: i due casi sono collegati. In laboratorio, le analisi effettuate da Sarah danno esito negativo per i veleni, rilevano invece insulina: Phoebe non aveva il diabete (al contrario di Collins) ma, in persone che non ne soffrono, una dose estremamente elevata di insulina può avere effetti letali.
Nel frattempo, Jesse parla con gli altri componenti della band: la tastierista, la batterista e il bassista; quest'ultimo, in particolare, intendeva lasciare il gruppo a causa dell'atmosfera "tossica" creatasi e Collins disapprovava. Successivamente, il ragazzo si presenta in Centrale consegnando l'arma del delitto, un premio vinto da Daniel anni prima e che lui ha trovato casualmente nella piccola serra che possiede: i sospetti di Hudson si rafforzano, ma lui ripete di non aver ucciso l'amico dato che non c'è mai stata invidia tra di loro. Si scopre che Phoebe Barnes voleva abbandonare l'attività di organizzatrice per diventare manager musicale e che si era offerta di promuovere e lanciare proprio la band di Collins. Grazie ai tabulati telefonici e ai messaggi di casa Barnes, si deduce il vero movente: il marito della donna, Trent, aveva intrecciato una relazione extraconiugale con la batterista Wanda Loring (si erano avvicinati per via delle assenze di Phoebe, spesso in tour con gli artisti) e, nel momento in cui ha deciso di interromperla perché la moglie gli aveva detto di voler provare a riparare il matrimonio e ad avere dei figli, Wanda si è infuriata, ha sottratto l'insulina a Daniel e ucciso Phoebe iniettandogliene una dose massiccia; ha poi ucciso anche Collins in quanto l'aveva smascherata. Quando Hudson e Rex vanno da Trent per arrestarlo, Rex riesce a impedirgli di suicidarsi con la pistola.
Alla fine dell'episodio, i membri della band invitano Jesse allo studio di registrazione ad unirsi a loro per esibirsi nell'ultima canzone scritta da Daniel, sostituendolo nel ruolo di chitarrista e cantante, mentre alla batteria c'è il nipote di Phoebe (che questa stava cercando di aiutare a decollare nella carriera musicale). 
- Nota: questo è l'episodio numero 100 della serie

- Guest star: Stephanie Sy (Stella Ray), Jesse Moss (Trent Barnes), Danilo Reyes (Marcus Payne), Sara Farb (Wanda Loring), Liam Casey Sullivan (Niall Elson), Nathaniel Colitto (Daniel Collins).